# Жаркое американское лето
«Жаркое американское лето» (англ. Wet Hot American Summer) — американский сатирический комедийный фильм 2001 года, снятый режиссёром Дэвидом Уэйном по сценарию, написанному им совместно с Майклом Шоуолтером. Главные роли исполняют Джанин Гарофало, Дэвид Хайд Пирс, Молли Шеннон, Пол Радд, Кристофер Мелони, Майкл Шоуолтер, Элизабет Бэнкс, Кен Марино, Майкл Иэн Блэк, Брэдли Купер, Эми Полер, Зак Орт и А.Д. Майлс. Действие фильма разворачивается в последний день в вымышленном летнем лагере в 1981 году, и высмеивает популярные в то время секс-комедии.
Фильм провалился в прокате и получил негативные отзывы критиков, однако с течением времени приобрёл культовый статус. Сервис Netflix выпустил сериал-приквел («Жаркое американское лето: Первый день лагеря») 31 июля 2015 года. Премьера сериала-сиквела («Жаркое американское лето: 10 лет спустя»), действие которого происходит спустя десять лет после событий оригинального фильма, состоялась 4 августа 2017 года.

## Сюжет
1981 год, летний лагерь «Camp Firewood», расположенный неподалёку от города Уотервилл, штат Мэн, готовится к своему последнему дню перед закрытием на осень. Для его посетителей это последний шанс завершить незаконченные дела. Кульминацией лета является шоу талантов.
Бет (Джанин Гарофало), директор лагеря, пытается уследить за отдыхающими, и влюбляется в Генри (Дэвид Хайд Пирс), доцента астрофизики из колледжа Колби. Генри, в свою очередь, должен придумать план, чтобы спасти лагерь от станции «Скайлэб», падающей на Землю.
Куп (Майкл Шоуолтер) влюблён в Кэти (Маргерит Моро), но у неё уже есть парень — Энди (Пол Радд), который ей изменяет. Помочь Купу добиться Кэти может только Джин (Кристофер Мелони), контуженный ветеран Вьетнамской войны, разговаривающий с банкой овощей (Г. Джон Бенджамин).
Гэри (А.Д. Майлс) и Джей Джей (Зак Орт) пытаются выяснить почему Маккинли (Майкл Иэн Блэк) никогда не был c женщиной. Причиной оказывается то, что он влюблён в Бена (Брэдли Купер), на котором женится на свадебной церемонии у озера; Виктор (Кен Марино) пытается потерять девственность с Эбби (Мариса Райан); а Сьюзи (Эми Полер) и Бен готовятся провести лучший конкурс талантов за всю историю лагеря.

## Актёрский состав
- Джанин Гарофало — Бет
- Дэвид Хайд Пирс — профессор Генри Ньюман
- Молли Шеннон — Гейл фон Клайненштайн
- Пол Радд — Энди
- Кристофер Мелони — Джин
- Майкл Шоуолтер — Джеральд «Куп» Куперберг / Алан Шемпер
- Маргерит Моро — Кэти Финнерти
- Кен Марино — Виктор Пьюлак
- Майкл Иэн Блэк — Маккинли
- Зак Орт — Джей Джей
- А.Д. Майлс — Гэри
- Эми Полер — Сьюзи
- Брэдли Купер — Бен
- Мариса Райан — Эбби Бернстин
- Кевин Зусман — Стив
- Элизабет Бэнкс — Линдси
- Джо Ло Трульо — Нил
- Гидеон Джейкобс — Аарон
- Джуда Фридлендер — Рон фон Клайненштайн
- Г. Джон Бенджамин — банка консервированных овощей (озвучивание)

## Продолжения
В качестве продолжения фильма сервисом Netflix было выпущено два сериала: один служит приквелом, тогда как другой — сиквелом. Премьера приквела, «Первый день лагеря», состоялась 31 июля 2015, а сиквела, «10 лет спустя», — 4 августа 2017 года.

## Критика
Фильм получил в основном негативные отзывы кинокритиков. На сайте Rotten Tomatoes фильм имеет рейтинг 32 % на основе 66 рецензий со средним баллом 4.4 из 10. На сайте Metacritic фильм имеет оценку 42 из 100 на основе 24 рецензий критиков, что соответствует статусу «в целом неблагоприятные отзывы».